# Химмельпфортен
Химмельпфортен (нем. Himmelpforten) — община в Германии, в земле Нижняя Саксония.
Входит в состав района Штаде. Подчиняется управлению Химмельпфортен. Население составляет 4889 человек (на 31 декабря 2010 года). Занимает площадь 18,29 км².
Коммуна подразделяется на 3 сельских округа.